# Sison segetum
Sison segetum är en växtart i släktet höstpersiljor (Sison) och familjen flockblommiga växter. Den beskrevs av Carl von Linné 1753.
Arten är en ett- eller tvåårig ört som förekommer i västra Europa.